# 富鲁格尔姆岛
富鲁格尔姆岛或胡勒格岛（满语：Hurge Tun）是彼得大帝湾中的岛，属滨海边疆区哈桑区，长2.5公里，宽1.5公里，面积2.45平方公里，是俄罗斯最南的岛。它以俄美公司运输船缅希科夫公爵号船长伊万·瓦西里耶维奇·富鲁格尔姆命名。